# Bassin de San Juan
Le bassin de San Juan (en anglais : San Juan Basin) est un bassin de drainage et un bassin structural de la région des Four Corners au sud-ouest des États-Unis. 

## Géographie
Il s'étend sur le nord-ouest du Nouveau-Mexique, le nord-est de l'Arizona et quelques secteurs du Colorado et de l'Utah. Il est parcouru par la San Juan River et ses affluents dont les principaux sont la rivière Animas et la Florida River. La San Juan River se jette dans le Colorado. Le bassin est constitué de roches sédimentaires formées au mésozoïque. Il est réputé pour ses ressources en charbon, en uranium et en gaz naturel.
Les paysages de la région sont marqués par l'aridité et une topographie de mesa, plaines, vallées, buttes. Parmi les lieux les plus pittoresques, on distingue le Chaco Canyon et la Chacra Mesa. 